# Бутыгино

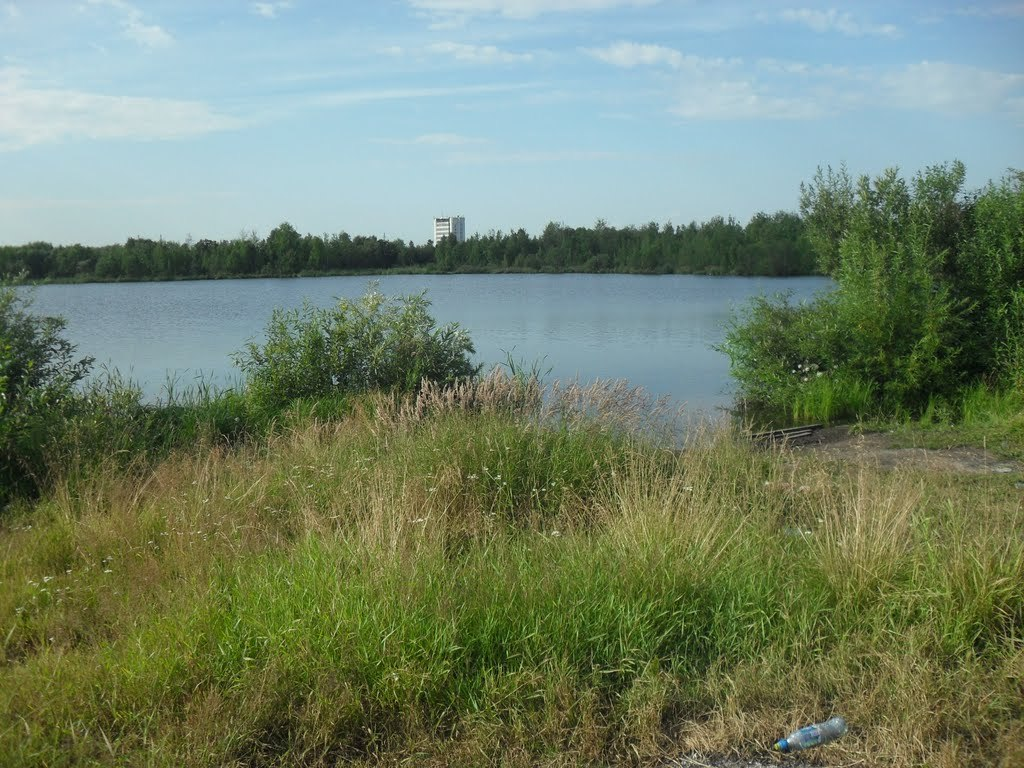
озеро Бутыгино летом

Бутыгино — озеро в округе Майская Горка города Архангельска. Находится рядом с Лесозаводом № 3 и ул. Бутыгинской, которая получила своё название по озеру. Площадь поверхности — 0,09 км².
Дно илистое. В озере водится карась, гольян. Гнездятся утки.
На берегах озера ежегодно стартует областная акция «Водным объектам — чистые берега и причалы», в ходе которой жители и экологи очищают от мусора водоохранные зоны.